# Зухдийят
Зухдийят (араб. زهديات‎ — стихи об аскетизме) — жанр классической арабской поэзии, представленный короткими лирико-философскими произведениями. Иногда термин «зухдийят» используется для определения аналогичного жанра персидско-таджикской поэзии.
Жанр начал распространяться в арабской поэзии в VIII—IX веках.
Основная тематика жанра — бренность бытия, суетность жизни, непредсказуемость судьбы, разочарование в людях, крушение надежд, призыв к духовному самосовершенствованию, восхваление благочестия и целомудрия.
Обычно произведения этого жанра объединялись в циклы самими поэтами или позднее составителями их сборников (диванов). Известны стихотворения Абуль-Ала аль-Маарри, Абу-ль-Атахийи, Абу Нуваса, Абу Таммама, Омара Хайяма и др. поэтов.
Жанр сохранился до наших дней в эпигонской религиозной поэзии и в виде подражаний известным поэтам.
О жизни (подражание Хайяму)
И как бы ни был ты умён,

Постигнув суть былых времён,

Проникшись мудростью Востока, —

От жизни надо ждать урока…
(П. Густерин).